# Gia tốc
Gia tốc là một đại lượng vector đặc trưng cho sự thay đổi của vận tốc theo thời gian. Gia tốc là một trong những thành phần của chuyển động, được nghiên cứu trong lĩnh vực cơ học. Thứ nguyên của gia tốc là độ dài trên bình phương thời gian. Gia tốc của một vật cùng chiều với chiều của tổng ngoại lực tác dụng lên vật, theo như Định luật 2 Newton. 
Đơn vị chuẩn theo hệ đo lường SI của gia tốc là {\displaystyle \mathrm {m/s^{2}} } (mét trên giây bình phương; {\displaystyle \mathrm {m\cdot s^{-2}} }, {\displaystyle \mathrm {\tfrac {m}{s^{2}}} }). 

## Định nghĩa

### Gia tốc trung bình

Biến đổi vận tốc của một vật được ném đi dưới gia tốc trọng trường

Gia tốc trung bình trong một khoảng thời gian cần xét là sự thay đổi vận tốc (biến thiên vận tốc) chia cho khoảng thời gian đó (biến thiên thời gian).
{\displaystyle {\vec {a}}_{avg}={\frac {{\vec {v}}_{2}-{\vec {v}}_{1}}{t_{2}-t_{1}}}={\frac {\Delta {\vec {v}}}{\Delta t}}.}

### Gia tốc tức thời

Gia tốc tức thời, tại một thời điểm, của hàm số thực vận tốc theo thời gian là độ dốc của đường tiếp tuyến của đồ thị hàm số này tại thời điểm đang xét.

Gia tốc tức thời là đạo hàm của vận tốc theo thời gian:
{\displaystyle {\vec {a}}={\frac {d{\vec {v}}}{dt}}.}
Mặt khác, vận tốc lại là đạo hàm của tọa độ x theo thời gian. Vì vậy, gia tốc cũng có thể coi là đạo hàm bậc hai của x theo thời gian t:
{\displaystyle {\vec {a}}={\frac {d{\vec {v}}(t)}{dt}}={\frac {d^{2}{\vec {x}}(t)}{dt^{2}}}.}

## Trường hợp đặc biệt

### Gia tốc không đổi trong chuyển động một chiều
Đối với trường hợp gia tốc là một hằng số trong chuyển động một chiều, có các công thức liên hệ giữa các độ lớn đại lượng vận tốc {\displaystyle v}, gia tốc {\displaystyle a}, độ dời {\displaystyle \Delta x}, và thời gian {\displaystyle t} (đúng với cả dạng vector tương ứng), như sau:
| Loại liên hệ                                                        | Phương trình liên hệ                                 | Đại lượng chưa biết      |
| ------------------------------------------------------------------- | ---------------------------------------------------- | ------------------------ |
| Vận tốc theo gia tốc và thời gian                                   | {\displaystyle v=v_{0}+at}                           | {\displaystyle \Delta x} |
| Độ dời theo thời gian và vận tốc đầu                                | {\displaystyle \Delta x=v_{0}t+{\frac {1}{2}}at^{2}} | {\displaystyle v}        |
| Độ dời theo thời gian và vận tốc sau                                | {\displaystyle \Delta x=vt-{\frac {1}{2}}at^{2}}     | {\displaystyle v_{0}}    |
| Độ dời theo vận tốc đầu và sau                                      | {\displaystyle \Delta x={\frac {1}{2}}(v_{0}+v)t}    | {\displaystyle a}        |
| Vận tốc theo gia tốc và độ dời (hay phương trình độc lập thời gian) | {\displaystyle v^{2}=v_{0}^{2}+2a\Delta x}           | {\displaystyle t}        |

### Trong chuyển động tròn đều
Trong chuyển động tròn đều, tức là vật di chuyển với tốc độ không đổi trên một đường tròn, vật đó chịu một gia tốc có độ lớn không đổi, gây ra bởi sự thay đổi chiều của vận tốc. Do vận tốc của vật luôn tiếp tuyến với quỹ đạo tròn, gia tốc phải có chiều hướng vào trong tâm của quỹ đạo để làm đổi chiều vận tốc, vì vậy nên được gọi là gia tốc hướng tâm.
Với vận tốc đã biết, gia tốc hướng tâm tỉ lệ thuận với bình phương vận tốc {\displaystyle v} và tỉ lệ nghịch với bán kính quỹ đạo tròn {\displaystyle R} ({\displaystyle {\hat {r}}} là vector đơn vị li tâm, có hướng chỉ từ tâm quỹ đạo đến vị trí vật):
{\displaystyle {\vec {a_{ht}}}={\frac {-v^{2}}{R}}{\hat {r}}} hay {\displaystyle a_{ht}={\frac {v^{2}}{R}}.}
Mặt khác, trong chuyển động tròn, lại có {\displaystyle {\vec {v}}=\omega {\vec {r}}} (trong đó {\displaystyle {\vec {r}}=R{\hat {r}}}). Vì vậy, với tốc độ góc đã biết, gia tốc hướng tâm tỉ lệ thuận với bình phương vận tốc góc {\displaystyle \omega } và bán kính quỹ đạo {\displaystyle R}:
{\displaystyle {\vec {a}}_{ht}={-\omega ^{2}R{\hat {r}}}} hay {\displaystyle a_{ht}={\omega ^{2}R}.}